# Lettiske lats
Lats var møntfoden i Letland indtil d. 1. januar 2014, hvor den afløstes af euroen. Den forkortes Ls. 1 lats = 100 santīmu(fork. s).
Vekselkurs mellem euro og lats:
- 1 EUR = 0,702804 LVL
- 1 LVL = 1,422872 EUR

## Historie
Lats blev afskaffet med udgangen af 31. december 2013. 1. januar 2014 blev lats erstattet af euro. En to ugers overgangsperiode, hvor lats var i omløb sideløbende med euro, sluttede 14. januar 2014.
Lats var Letlands møntfod 1922-1940 før den sovjetiske besættelse. Efter Letlands selvstændighed, blev latsen genindført fra 1993.

## De lettiske gangbare mønter
- 1 santīms
- 2 santīmi
- 5 santīmi
- 10 santīmu
- 20 santīmu
- 50 santīmu
- 1 lats
- 2 lati

Sedler: 5 lati, 10, 20, 50, 100, 500 latu. Bemærk at 20 og 50 latu sedlerne sjældent bruges og som regel ikke accepteres i busserne i Letland, da prisen på en normal busbillet liger på mellem 10 og 30 santīmu. 100 og 500 latu sedlerne ses kun meget sjældent til hverdag. 
Det er jo heller ikke tit man ser de danske 1000 krone sedler, 500 ls svarer jo til omtrent 5200 kr.
Som det bemærkes kongruerer antallet med navneordet grammatisk. Dvs. ender tallet på 1 ender navneordet på "s" i maskulinum(eks. 21 lats); ender tallet på 2-9 ender navneordet på "i" i maskulinum(eks. 23 lati); ender tallet på 0 ender navneordet på "u" i maskulinum(eks. 10 latu)
(Både lats og santīms har maskulinum som grammatisk køn)
Man benytter i dag Euro og har i den forbindelse indført lettiske euromønter.

### 1-lats-mønten
1 lats-mønten havde en diameter på 21,75 mm, den vejede 4,8 g og bestod af kobbernikkel. Den var sølvfarvet og på randen stod der LATVIJAS BANKA(Letlands bank) 2 gange adskilt af 2 punkter.
Kunstnerne bag designet er Gunārs Lūsis og Jānis Strupulis. 
På den ene side ser man i midten et billede af Letlands store våbenskjold og over det står der Letlands (LATVIJAS). Under våbenskjoldet står der årstallet for prægningen og der under republik (REPUBLIKA) årstallet for prægningen. 
På den anden side ser man normalt en laks som hopper op af noget vand og under den et 1-tal hvorunder der står LATS. (Der er også blevet præget mange flere motiver til denne side af mønten, men da de kun er præget i et stærkt begænset oplag ser man dem kun meget sjældent i normal cirkulation.
Mønten med laksemotivet blev præget i 1992 af Bayerisches Hauptmünzamt i Tyskland og endnu en gang i 2007 af Monnaie de Paris i Frankrig.
- Mønten præget i 2001 af Rahapaja Oy i Finland viser: En Stork i færd med at bygge rede. Denne mønt blev designet af Olga Silova.
- Mønten præget i 2003 af Rahapaja Oy i Finland viser: En myre. Mønten er designet af Māris Putns, Artis Zvirgzdiņš, Dāvids Rubins (det grafiske design)og Ligita Franckeviča (plastformen).
- Den første mønt præget i 2004 af Rahapaja Oy i Finland viser: En svamp. Mønten er designet af Gunars Sietiņš ( det grafiske design), Jānis Strupulis (plastformen).
- Den anden mønt præget i 2004 af Royal Dutch Mint i Nederlandene viser: Sprīdītis en eventyrs person og teksten LATVIJA(Letland) - ES(Fork. af Eiropas Savienība, Den Europæiske Union) derunder. Denne mønt er designet af Ivars Mailītis
- Den første mønt præget i 2005 af Royal Mint i Storbritannien viser: Vejrhanen på Peterskirken i Riga. Designet af Valdis Villerušs(grafisk) og Ligita Franckeviča(plastformen).
- Den anden mønt præget i 2005 af Münze Österreich i Østrig viser: En kringle. Den er designet af Laimonis Šēnbergs(grafisk) og Jānis Strupulis(plastformen)
- Den første mønt præget i 2006 af Rahapaja Oy i Finland viser: En mand med en Ligokrans på hovedet. Designet af Dace Lielā (grafisk), Ligita Franckeviča(plastformen)

Den anden mønt præget i 2006 af Rahapaja Oy i Finland viser:
En grankogle. Designet af Henrihs Vorkals (grafisk) og Jānis Strupulis (plastformen)
Den første mønt præget i 2007 af Münze Österreich i Østrig viser:
En fantasi ugle. Designet af Arvīds Priedīte(grafisk) og Jānis Strupulis (plastformen).
Den anden mønt præget i 2007 af Münze Österreich i Østrig viser:
En snemand. Designet af Arvīds Priedīte(grafisk) og Jānis Strupulis (plastformen).

## De første lats 1922-1945
Mønterne var 1, 2, 5, 10, 20 og 50 s og 1, 2 og 5 ls.
Sedlerne blev udstedt i værdierne 10, 20, 25, 50, 100 og 500 ls.
5 lati mønten var et vigtigt symbol for letterne under sovjettiden.